# Œufs en meurette
Œufs en meurette (uova in meurette) sono un piatto tradizionale della cucina borgognona, a base di uova in camicia e salsa al vino rosso (o salsa borgognona).

## Descrizione
Questa ricetta della cucina a base di vino è composta da uova in camicia e salsa meurette (o salsa bourguignonne) composta da vino rosso dei vigneti della Borgogna, pezzetti di pancetta, cipolle e scalogni rosolati nel burro, eventualmente anche con cipolline e funghi champignon.

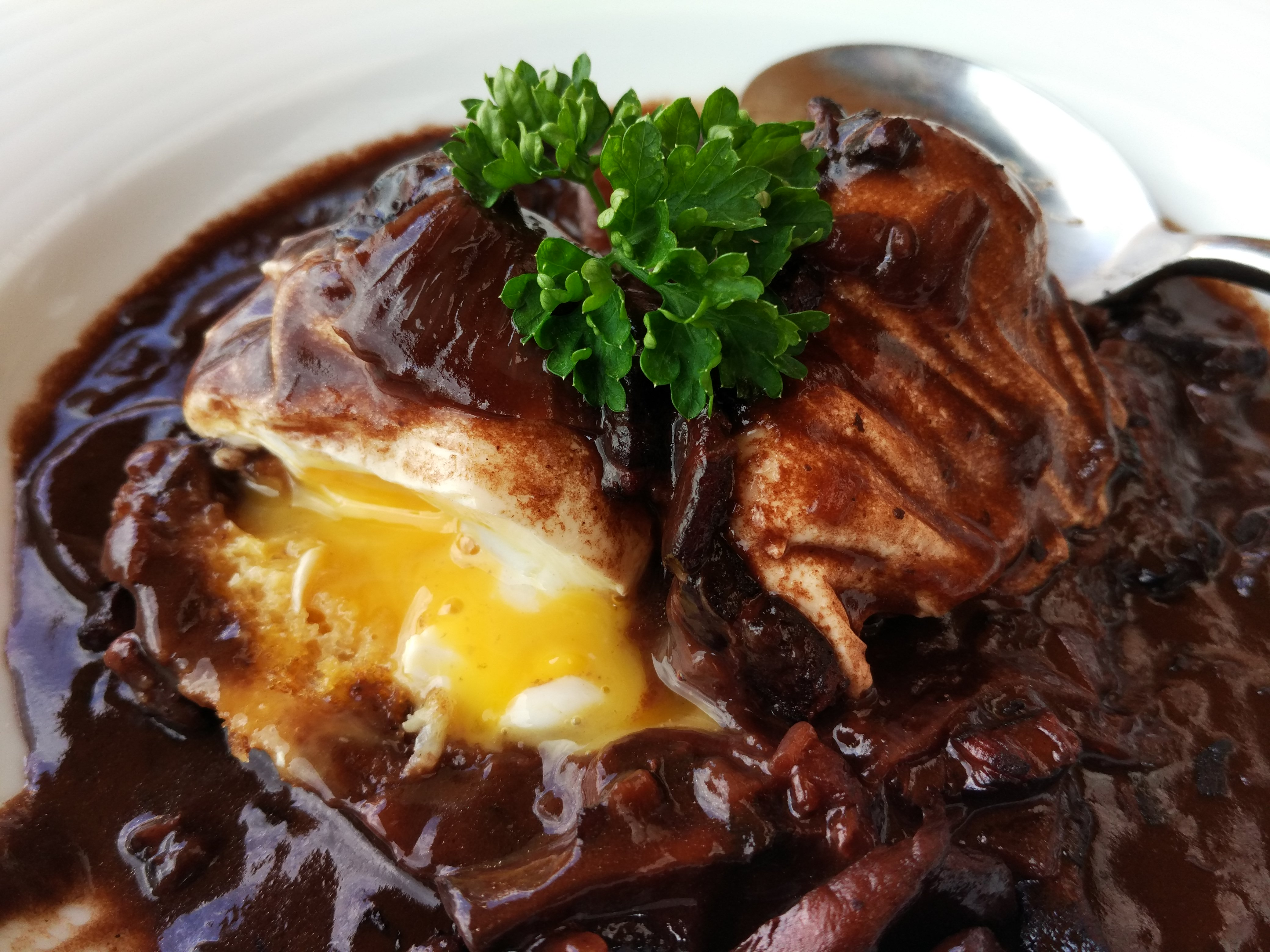
Con tuorlo d'uovo e prezzemolo
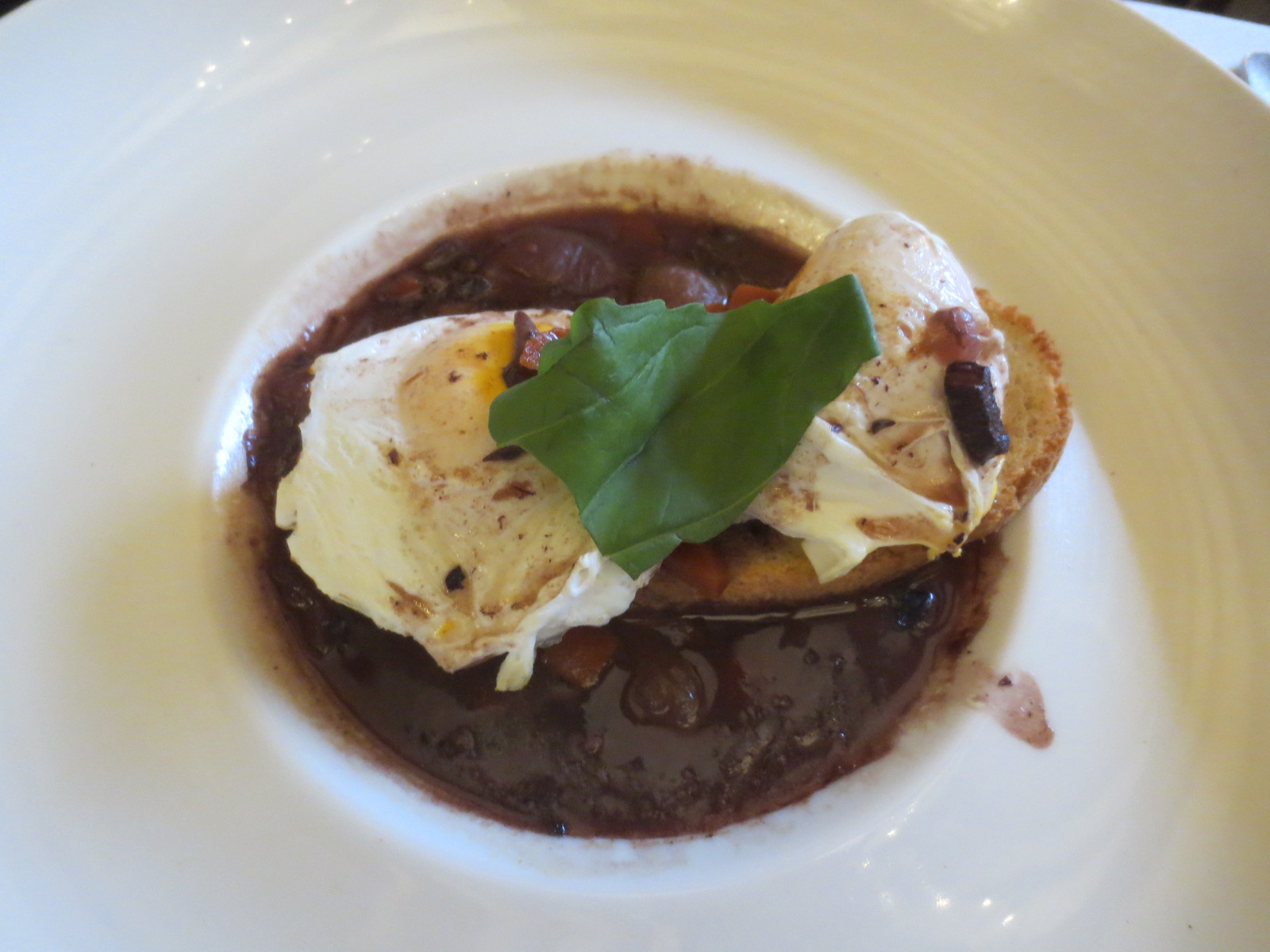
Servite su pane alla griglia con aglio
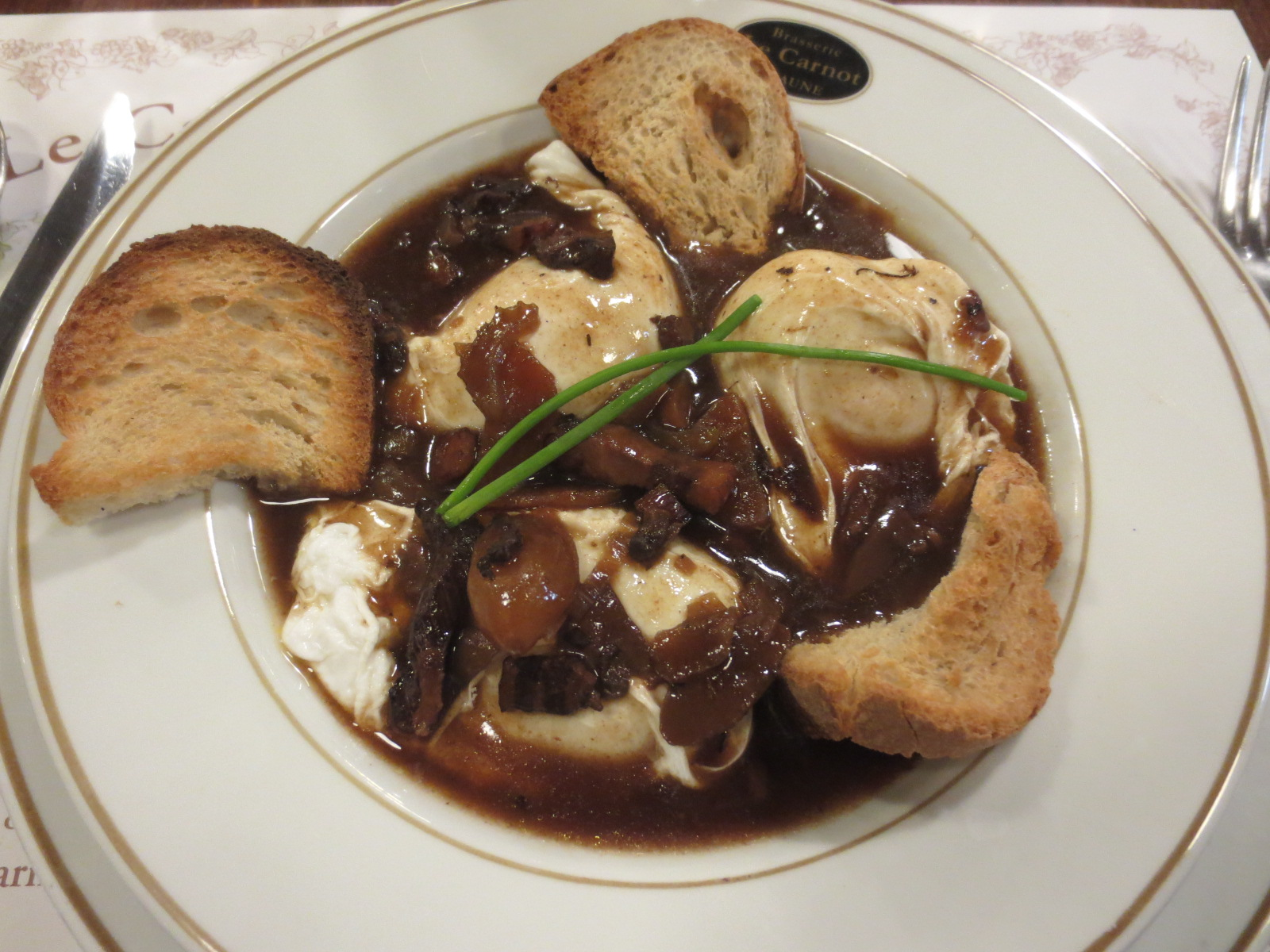
Servite con pane tostato all'aglio
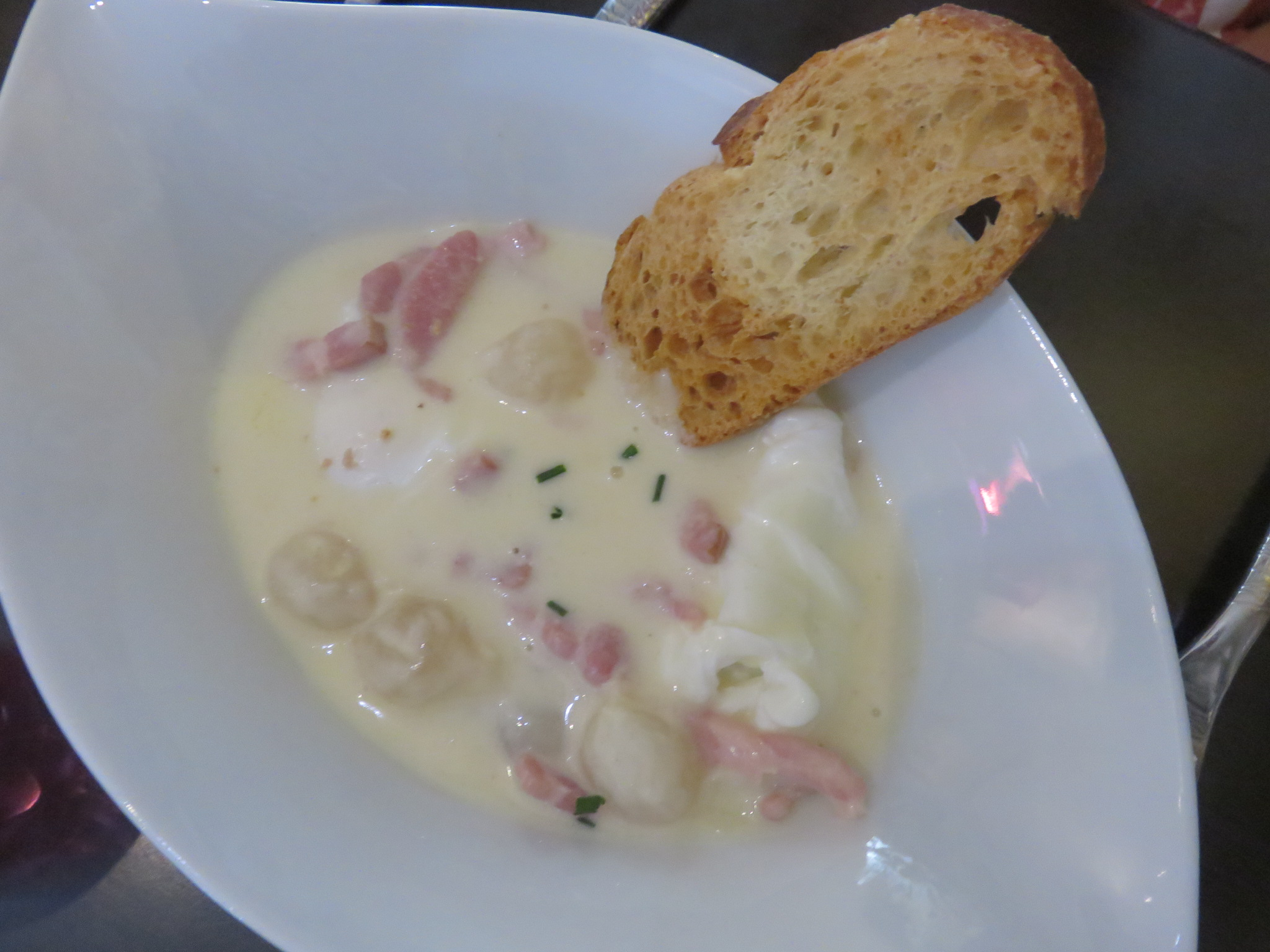
Servite in salsa meurette crémant di Borgogna

Esistono due varianti di cottura delle uova in camicia, o in acqua bollente con aceto, servite con salsa Meurette (dove l'albume mantiene il suo colore bianco) o cotte direttamente nella salsa Meurette (in questo caso l'uovo assorbe il colore e il sapore della salsa Meurette).
A volte vengono cucinate con vino bianco o salsa crémant e generalmente servite con o su pane all'aglio tostato. La ricetta della zona del Morvan incorpora anche un fondo di vitello e prezzemolo.